# Michele Vianello
Michele Vianello (Venezia, 5 settembre 1953) è un politico italiano.

## Biografia
Alle elezioni politiche del 2001 è eletto deputato con la lista “Paese Nuovo” collegata ai Democratici di Sinistra. È stato membro, dal 2001 al 2006, della VII Commissione ambiente, territorio e lavori pubblici.